# مدرسة الكرمل (الكويت)
مدرسة الكرمل هي مدرسة دولية كاثوليكية خاصة تقع في مدينة الكويت، الكويت. تأسست المدرسة في عام 1969 من قبل «راهبات الكرمل الرسولية». تدرس جميع الفئات العمرية من الإبتدائية إلى الثانوية.

## اللغات
تجرى الدروس باللغة الإنجليزية كلغة إلزامية؛ الهندية كلغة ثانية حتى سن 12 وبعد ذلك تكون اللغة الفرنسية اختيارية. العربية يتم تدريسها كلغة ثالثة لطلاب الصف الأول حتى الصف الثامن.

## الروابط الخارجية
1. ↑  مدرسة الكرمل تحتفل بمناسبة مرور 40 عاما على تأسيسها في الكويت، الأنباء. نسخة محفوظة 2 يوليو 2017 على موقع واي باك مشين.

- الموقع الرسمي